# Пираньи 3DD
«Пираньи 3DD» (англ. Piranha 3DD, в выпуске на DVD вышел под названием «Piranha DD») — американский малобюджетный комедийный фильм ужасов режиссёра Джона Гулагера, прямое продолжение фильма Александра Ажа «Пираньи 3D» (2010). Официальная премьера фильма состоялась в России 23 августа 2012 года. В ролях Даниэль Панабэйкер, Мэтт Буш, Дэвид Кокнер, Крис Зилка, Катрина Боуден, Гэри Бьюзи, Кристофер Ллойд и Дэвид Хассельхофф. После событий на озере Виктория доисторическая школа кровожадных пираний превращается в недавно открывшийся аквапарк. Фильм является пятым по счёту во всей серии и на данный момент последним. 
Производство началось 27 апреля 2011 года, а релиз запланирован на 23 ноября 2011 года, но за месяц до выхода дата была изменена.  
В конечном итоге «Пираньи 3DD» был выпущен в Великобритании 11 мая 2012 года и в США 1 июня 2012 года компанией Dimension Films. Фильм подвергся критике со стороны критиков, раскритиковавших его сюжет, персонажей, игру, использование 3D и режиссуру. Фильм собрал 8,5 миллионов долларов по всему миру.
Слоган фильма «В два раза страшнее. В два раза больше». Рейтинг фильма: «R».

## Сюжет
Фильм начинается с флэшбэка предыдущего фильма, когда 20 000 школьников и студентов, отдыхавших на озере Виктория, стали жертвами стаи доисторических пираний. С тех пор пляж и озеро закрыты и заброшены. Тем временем два фермера, Клейтон и Мо, обнаруживают в озере мёртвую корову, которая пускает газы. Клейтон подносит зажигалку к заду коровы, и та взрывается. Оттуда вылетает стая пираний, которая набрасывается на Клейтона и Мо; они погибают.
Дальнейшее действие разворачивается в аквапарке «The Big Wet (Большие и мокрые)», который является популярным благодаря эротическим нововведениям. Его хозяйкой является Мэдди, но заправляет всем её циничный отчим Чэд.
Эшли и её парень Трэвис решают заняться любовью в фургоне. Эшли приковывает Трэвиса наручниками, и в этот момент фургон случайно скатывается в озеро. Эшли удаётся выбраться через окно, она зовёт на помощь; пираньи заживо съедают Трэвиса. Через несколько минут Эшли становится жертвой пираний, её криков никто не слышит.
На следующее утро полиция вытаскивает фургон, но внутри никого. Шелби, подруга Эшли, сильно расстраивается и идёт к озеру. Они с Мэдди, сидя на пирсе, беседуют по душам, но внезапно на них нападают пираньи, однако девушкам удается спастись; на берегу они убивают одну пиранью и забирают её. Девушка в компании Барри (одноклассника Мэдди, тайно влюблённого в неё) и полицейского Кайла приходит к ихтиологу Карлу Гудману, изучающему этот вид: он рассказывает им об опасности попаданий рыб через трубы в аквапарк. Мэдди и Барри вынуждены исследовать озеро, на них снова нападают пираньи, но им удаётся выбраться живыми.
И вот наступает открытие аквапарка. Один из посетителей — помощник шерифа Фэллон, в прошлом году спасший не одну жизнь у озера Виктория, но из-за тяжёлых травм потерявший обе ноги. Вместе с Эндрю Каннингемом он пытается преодолеть боязнь воды.
Чтобы скорее наполнить бассейн, Чэд выкачивает воду из озера, давая возможность пираньям попасть на территорию аквапарка. Чэд категорически отказывается закрывать аквапарк и успокаивает Мэдди, что ничего не случится. Однако пираньи попадают в бассейны, и начинается кошмар.
Видя происходящее, Чэд пытается уехать на машине, но не замечает впереди препятствие — туго натянутая верёвка отрезает ему голову. Фэллон пытается спасти людей при помощи одного из протезов, переделанного в огнестрельное оружие. Барри отключает насосы бассейна, и Мэдди не может выбраться из воды; она просит помощи у Кайла, но тот в панике убегает.
Барри бросается в воду, хотя не умеет плавать. Но ему чудом удаётся вынести девушку из воды, убив пиранью трезубцем. Тем временем Кайл осмеливается прыгнуть в воду, чтобы спасти Мэдди. но замечает, что Барри уже спас её. В этот момент насосы аквапарка взрываются от воспламенения топлива, устроенного другом Барри. От взрыва погибают и пираньи, и Кайл, которому пробило голову трезубцем.
Вскоре Мэдди звонит Карл Гудман и говорит, что пираньи эволюционируют и теперь могут ходить (пиранья, хранившаяся у Гудмана, сбежала). Мэдди отвечает, что она в курсе, так как видит, как пиранья выползает из воды. К ней подбегает мальчик и начинает снимать рыбу на камеру. Пиранья прыгает на него и откусывает ему голову.
Во время титров показывается как снимались страшные дубли.

## В ролях
| Актёр              | Роль                        |
| ------------------ | --------------------------- |
| Даниэль Панабэйкер | Мэдди                       |
| Сабина Салимова    | Кэсси                       |
| Мэтт Буш           | Барри                       |
| Крис Зилка         | полицейский Кайл            |
| Кристофер Ллойд    | ихтиолог Карл Гудман        |
| Винг Рэймс         | помощник шерифа Фэллон      |
| Пол Шеер           | Эндрю «Дрю» Каннингем       |
| Дэвид Кокнер       | отчим Мэдди и Кэсси Чэд     |
| Катрина Боуден     | Шелби                       |
| Жан-Люк Билодо     | Джош                        |
| Дэвид Хассельхофф  | в роли самого себя (камео)  |
| Мэган Тэнди        | подруга Мэдди Эшли Сорби    |
| Пол Джеймс         | парень Эшли Трэвис Митчелл  |
| Гэри Бьюзи         | Клэйтон                     |
| Клу Гулажер        | Мо                          |
| Мэттью Линтц       | Дэвид (веснушчатый мальчик) |
| Ирина Воронина     | Кики                        |

## Создание
После успеха фильма «Пираньи 3D» компания «Dimension Films» запустила в разработку сиквел. Вместо того, чтобы вновь доверять режиссуру Александру Ажа, продюсер Марк Кантон нанял «сиквельных докторов» и по совместительству создателей фильма «Пир» Патрика Мелтона, Маркуса Данстэна и Джона Гулагера; двое первых были сценаристами, а Гулаге
Несколько актёров из предыдущей части, включая Кристофера Ллойда и Винга Рэймса, вернулись в фильм. Среди новых лиц: Гэри Бьюзи, Дэвид Хассельхофф, Жан-Люк Билодо, Даниэль Панабэйкер, Дэвид Кокнер, Крис Зилка, Мэтт Буш и Мэган Тэнди.
Съёмки фильма начались 25 апреля 2011 года и закончились 10 июня того же года.

## Выпуск
Первоначально фильм планировалось выпустить 23 ноября 2011 года, но задержка начала съемок на несколько месяцев означала, что к ноябрьскому сроку не удалось уложиться. За месяц до запланированного ноябрьского выпуска дата была перенесена на неуказанный выпуск 2012 года. 3 марта 2012 года было объявлено, что фильм будет выпущен одновременно в кинотеатры и через службы видео по запросу. 14 марта было объявлено, что фильм выйдет в прокат 1 июня 2012 года в США. Фильм был выпущен 11 мая 2012 года в Великобритании. В Соединенных Штатах он был выпущен ограниченным тиражом и был показан только в 75 кинотеатрах.

### Театральная касса
Фильм произвел небольшое впечатление во время своего дебютного уик-энда, когда он был выпущен в Соединенном Королевстве. Его кассовые сборы в первые выходные составили всего 242 889 фунтов стерлингов, что поставило его на 8-е место. Малобюджетный фильм, который не был новым выпуском, «Рыба моей мечты» , занял 7-е место, на одно место выше Пираньи 3DD. К концу ограниченного тиража он собрал в прокате в Великобритании 688 269 долларов.
Фильм также не имел успеха в Северной Америке. За 3 недели он собрал 376 512 долларов. В целом, Пиранья 3DD показала себя значительно лучше на международном уровне, накопив 95% своего валового дохода в размере 8 493 728 долларов США за границей и едва не потеряв прибыль.

### Домашние СМИ
Фильм был выпущен в Соединенных Штатах в виде «комбинированного пакета» 3D Blu-ray, Blu-ray и DVD, причем все три издания содержат цифровые копии, 4 сентября 2012 года. В Соединенном Королевстве он был выпущен на DVD и Blu-ray 3D (с включенной 2D-версией Blu-ray) 3 сентября 2012 года. Ранее фильм распространялся в прокат через Redbox. На DVD известен как Пиранья DD.

## Критика
Фильм получил крайне негативные отзывы от критиков. Что касается Rotten Tomatoes, то там Пираньи 3DD имеют всего 13% одобрения, рейтинг которого основан на 53 обзорах, со средней оценкой 3,3/10. На Metacritic он получил 24 балла из 100 на основе 13 обзоров, что указывает на «в целом неблагоприятные отзывы».
Лесли Фелперин из Variety дал фильму отрицательную рецензию, заявив: «Фильм настолько сильно самопародирует, что это практически пародия на братьев Уэйанс, хотя и с меньшим количеством шуток». Бен Роусон-Джонс дал фильму высокую оценку. резкий обзор с рейтингом 1/5 звезд и резко критиковал использование 3D и режиссуру, несмотря на то, что ему понравился оригинальный фильм.

## Судьба продолжения
Изначально «Dimension Films» планировала сразу же после выпуска сиквела запустить в производство третью часть франшизы. Картина собрала в США всего лишь 376 512$, общемировые сборы лишь дошли до отметки в 8 500 000 долларов. Фильм стартовал в ограниченном прокате и в день премьеры стал доступен на всех основных площадках в формате видео-по-требованию.